# Corrado Tamietti
Corrado Tamietti (né le 18 janvier 1914 à Torre Pellice dans le Piémont et mort le 7 août 2005 est un footballeur italien qui évoluait au poste de défenseur, avant de devenir ensuite entraîneur.

## Biographie

### Carrière de joueur

#### Carrière en club
Tamietti est d'abord joueur de la Juventus FC lors de la saison 1934-1935, mais ne dispute aucun match officiel.
Il évolue sous les couleurs de Brescia Calcio lors de la saison 1935-1936 : il devient titulaire en première division italienne.
Il est joueur du Venise FC en 1936-1937.
Tamietti devient joueur de la SSC Naples en 1937.
Après deux saisons à Naples, il est joueur du Modena FC toujours en première division en 1939-1940.
Il joue au L.R. Vicence en 1940-1941.
Après guerre, Tamietti est joueur du Pinerolo FC (en) et de l'Unione Sanremo qu'il entraîne également lors de la saison 1946-1947.
Au total, il dispute 64 matchs de première division italienne.

#### Carrière en sélection
Il fait partie de l'équipe nationale italienne médaillée d'or aux Jeux olympiques de 1936. Il ne dispute aucun match durant le tournoi.

## Palmarès
Italie
- Jeux olympiques (1) :
  -  Or : 1936.